# Російсько-перський договір про дружбу (1921)
Договір між Російською Соціалістичною Федеративною Радянською Республікою й Іраном — угода, підписана 26 лютого 1921 у Москві.

## Ратифікація
Договір ратифікований ВЦВК РСФРР 20 березня 1921, меджлісом Ірану — 15 грудня 1921. Шах Ахмад Шах Каджар  підписав ратификацію 24 січня 1922. Обмін ратифікаційними грамотами відбувся у Тегерані 22 лютого 1922.